# Приморци (Срби)
Срби Приморци, односно приморски Срби, Срби су са подручја Српског приморја. У најширем смислу, појам се такође може односити и на цјелокупно српско становништво са простора Јадранског приморја. Током средњег вијека, Српско приморје је обухватало приморске дијелове Српских земаља. Те области су називане Поморским земљама, а обухватале су све српске приморске области, почевши од Дукље, односно Зете, преко Травуније са Конавлима, до Захумља и Неретљанске кнежевине, са острвима. У том смислу, у средњовековне приморске Србе су спадали: Дукљани, односно Зећани, затим Травуњани, Конављани, Захумљани и Неретљани. Током позног средњег вијека, већи дио тог простора је био у саставу Доње Зете и Херцеговачког приморја, односно потоње Млетачке Далмације, којој је припадала и Бока которска са Грбаљем и Паштровићима. Данас је јужни дио Српског приморја по државној припадности познат као Црногорско приморје, а сјеверни дио већим делом припада Дубровачком приморју. Приморска одредница је остала сачувана у називима обје српске православне епархије: Митрополије црногорско-приморске и Епархије захумско-херцеговачке и приморске.

## Историја
У вријеме династије Петровића Његоша то је био уобичајен назив за српска племена која су насељавала крај између Црне Горе и мора (неки од Срба Примораца су и Бокељи). Пошто је та област дуго времена била под разним властима (Млечани, Французи, Аустријанци и Турци) и изван Црне Горе, на њих се није односило црногорско име. У ширем смислу, тај назив се односи и на српско становништво цијеле Далмације и данашњег црногорског приморја. Српско приморје се у повељама Немањића не назива српским именом него се писало српске и поморске земље јер је тај крај био више насељен римокатолицима, којима се српска и словенска свијест кроз читаву историју губила и враћала у зависности од интензитета романизације коју је спроводила римокатоличка црква преко Млечана. Барска надбискупија је основана са циљем укидања глагољице , а млетачке власти су законом забрањивале у Дубровнику службену употребу српског језика у корист италијанског. 
Већ видисмо, да баш ово канцелару Ивану равенском даваше највећу главобољу, па знамо и то, да се нарочитим законом забрани, у год. 1472., члановима великога вијећа пораба српскога језика, а наложи свакоме властелину говорнику, да говори талијански.

Напуштање српске свијести је ишло паралелно са покатоличавањем. Ускоци који су дошли у Клис (али и свуда у приморје) као православци, су одмах прелазили у римокатолицизам и временом би заборављали своје поријекло. 
Сви су ускоци били католици. Без обзира на то јесу ли били дошљаци, православни или муслимани, одмах су прелазили на католицизам. За ускоке врховни ауторитет нису били ни аустријски двор ни Венеција, већ папа у Ватикану. Од њега су добивали и једину знатнију помоћ.

### Историјска свједочанства
Франачки хроничар Ајнхард говорећи о Људевиту Посавском пише, под 822. годином, да су Срби „народ који држи велики дио Далмације“ (Sorabos, quae natio magnam Dalmatiae partem obtinere dicitur). Тада Далмација није била само ужи приобални крај као данас него се простирала и на велики дио данашње Босне и Херцеговине.
Јован Скилица у XI вијеку описујући догађаје везане за Битку код Бара која се одиграла 1042. године пише: „... Стефан Војислав, архонт Срба, који је био прије кратког времена побјегао из Цариграда и заузео земљу Срба, протјеравши оданде Теофила Еротика“.
Данијеле Фарлати у XVIII вијеку у дјелу Illyricum sacrum, пишући о Дукљанској цркви спомиње унутрашњу-мезијску и медитеранску-далматинску Србију (Serbliam mediterraneam... Serblia Dalmatica). Павлимир је по Фарлатију био краљ далматинске Србије , а по драми Јунија Палмотића Павлимир, он је оснивач Дубровника.
Андрија Качић Миошић је о Михаилу Војислављевићу и Константину Бодину написао : 
На 1077. Краљеваше у србској земљи краљ Михајло. На 1100. Краљева је у србској земљи и у Далмацији краљ Бодин.
Данило I Петровић Његош у писму своме брату Радету 27. фебруара 1713. г. пише : 
... имам ја у Црну Гору и у Приморје и у Брда 200 главарах...

Митрополит скендеријски и владика цетињски Данило и житеље тих области 1726. г. назива по мјестима живљења: : 
... сви Приморци и Црногорци и Брђани... 
Илија Дрекаловић, војвода и гувернадур брђански, у свом писму из Куча од 15. септембра 1755., пише владикама Сави и Василију: ...Исто како су учињели Црногорци и Приморци, и ми се кунемо на светом Јеванђељу да нећемо штеђети своје крви за крст часни и своје отечество...
Ни Василије Петровић 1757. године Приморце не сматра Црногорцима, јер их одваја, у писму млетачком дужду (Montenegrini, Primorschi, Esexhi e Bergiani...).
Сава Петровић Његош се Приморцима Дубровчанима у три своја писма, обраћао као Србима:
"...да учините нашој церкви и народу черногорскому једном сумом од асприх како Сербли Сербима и својима сусједима..." (1763) , "...који се ви још од нашега србскога језика находите..." (1767) , "Ваша славна република зна, да је све господство и слава сербска пала и ништа није остало до вас... може се сербска земља с вама похвалити." (1775) Сава пише и млетачком провидуру: И молимо Вашу преведрост, и ми и сви главари, и црногорски, и приморски, за тога капетана Рада Старчевића... да га пуштате... тај капетан пуно својте има, и у Приморје и у Црну Гору... Антонију Ренијеру пише: Скупило се на Цетиње четири хиљаде, али и пет, Црногорацах и Приморацах. Мире се и опрашћају зла један другому. Антонију Ренијеру провидуру ђенералу от Делмације и Арбаније, и Новога.
Симеон Пишчевић у својој Историји српског народа из 1795. (на српском је књига објављена 2018.) о Паштровићима (наводи их као  Паштројевиће ) пише: 
...да су они у време српског царства поштовали српске краљеве јер су себе сматрали делом српског народа...
Александар Пишчевић у својим мемоарима пише о српској националности Паштровића као и о далматинском хусарском пуку у Новој Србији : 
Породица Пишчевић је племићка, српске националности. Она потиче из Далмације, из провинције Паштровића. То доказују многи породични документи који су ми остали после очеве смрти... Тада је Русија намеравала да предузме нешто са Србима који живе на обалама Дунава и Јадранског мора... И мом је оцу поверено да оснује Далматински хусарски пук у Новој Србији.
Петар I Петровић Његош их спомиње у бројним посланицама и писмима.
Међутијем пазите да Цетињане, ако дођоше, с Паштровићима умирите... и за све ствари које су међу Церногорцима и Приморцима.

Када су неки Црногорци са неким Приморцима разбијали цркве и куће по Боки 1806. године, Петар I је написао: 
Ја знам да је било и Приморацах који су наговарали Црногорце да тако чине.

Неки Бокељи су се жалили аустријском цару против Црногораца : 
Разумио сам да су неки Бокељи пред императором велику жалбу приносили противу Церногорацах... који су највиши смутљивци и злодјеи међу ова два народа...

Сербски љетопис из 1823. доноси текст: 
Њешто о Сербљима на Мору. Нек нам опросте наши Читатељи, гдје су год, што им до сада ништа о Сербљима на мору (мореплаватељима) напоменули нисмо... будући да у Асутријској терговини поморској Сербљи се могу бројати на двје третиње спрама остали поморски подданика... Ови Сербљи, Мореплаватељи, сви су готово из једног малог предјела, обично под именом "Боке Которске" у свијету познатог, предјела велим, који се савија около једног малог залива, лежећег између Дубровника, Церне Горе, и Албаније....
Петар II Петровић Његош је написао пјесму посвећену Србима католицима из Боке : 
...бих дочекан у Котору красно у српскојзи кући Лумбардића... О, ви Срби, свуд ли српствујете, дужност чојства праву испуњате! Српствуј ђелом, вјеруј што вјерујеш.
Аделина Паулина Ирби спомиње подунавску и приморску Србију као и Србе на мору. : 
Црном Гором увећаном Боком Которском, које је земљиште сасвим српско... Ови одвојени делови једног истог народа, од којих дипломатија један зове Црном Гором а други Србијом, могу само тако снажну и смислену политику водити, ако раде као делови једног целог, као Србија на Дунаву и Србија на Јадранскоме мору... Срби и они на Дунаву и они на јадранскоме мору... Аустрије...која неда независним јужним Словенима да до јадранског мора дођу... Не само Црна Гора већ све српске земље одсечене су од мора, па ако се даде пристаниште једној то ће отуда бити користи свима.
Стјепан Митров Љубиша (који је написао приповијетку Поп Андровић (Приповијести црногорске и приморске).) је у посљедњем говору у Далматинском сабору између осталога рекао:
...ја знам да ви мене нетрпите, јер сам Србин православне вјере. Излазећ одавле, остављам у сабору младијех сила, који, ако их је Српкиња задојила знати ће бранити права своје народности и вјере... Тко је то овдје бољи Србин од мене? Мој се гроб знаде од Косова...
Петар Франасовић, римокатолички свјештеник из мјеста Трстено, родом са Корчуле, 1864. пише да су Срби Неретљани населили Корчулу.
Срби Неретвани, који почетком 800. год. посвојише Корчулу, град утврдише...
Митрофан Бан је у својим мемоарима записао да је он за Црногорце био лабави Приморац (стр. 83.), "учинити народу приморскоме... изјавим, да ми, Приморци, који смо у Црној Гори уточиште нашли... за приморски народ, који је мени драг исто као црногорски..." (стр.71), Приморје му је драга и мила домовина (стр. 62.,68.,70.), Висарион Љубиша из Паштровића му је "наше горе лист" а књаз Никола је наредио да се Приморци који су пребјегли у Црну Гору разоружају и смјесте... (стр. 63.).
Лазар Томановић је такођер себе сматрао Србином Приморцем
Кад смо јесенас ми Срби на приморју...
Павле Ровински је писао да су Приморци и Црногорци заправо један те исти народ, како по изгледу, тако и по карактеру и обичајима. Али, како су Приморци живјели под Млечанима, па под Аустријом, примили су културнији начин живота и тиме су се поносили у односу на заосталије Црногорце. О Црногорцима су састављали анегдоте, које су карактерисале црногорску простоту и некултурност, у односу на њих - Приморце. И у књизи Студије о Црној Гори, Ровински помиње Приморце и Црногорце, Приморје и Црну Гору и њихове односе.

Срби Приморци су 1877. године честитали књазу Николи ослобођење Никшића од турске власти. 
Радују се томе браћа Срби Приморци....

Да су Црногорци и почетком 20. вијека житеље приморја називали Приморцима, доказује и читуља из Гласа Црногорца с краја 1903., поводом сахране Његушког капетана Саве Радоњића:
...Хвала пријатељима Приморцима, који... у великом броју дођоше...
Антун Радић 1904. године спомиње Србе католике при мору: 
На југу, особито при мору око Дубровника и Котора има доста Србаља католика. Што више у самом Дубровнику и околини има, чујем шест римских попова, који кажу да су Србљи.
Сњежана Кордић, хрватска лингвисткиња у књизи Језик и национализам пише: 
Не смије се прешутјети, а то се чини у овој монографији, да су у безбројним дубровачким документима с краја 15. ст. па до краја 18. ст. Дубровчани користили израз linga seruiana као ознаку за свој властити језик.

### Приморски Срби данас
Данас су приморски Срби на територији Црне Горе искључиво православци док су римокатолици и муслимани из тога краја временом изгубили свијест о припадности српском народу. Неправославни Приморци који су говорници српског језика (свој матерњи језик не зову српским именом) се данас национално изјашњавају као Хрвати, Црногорци, Бошњаци и Муслимани. Приморски Срби у црногорском приморју у већем броју насељавају простор од градова Херцег Новог до Бара. Далматинско приморје је некада имало далеко више Срба, али након ратова у 20. вијеку и егзодуса приморских Срба као и након вишестољетних асимилација (углавном романизација, а од краја 19. вијека и кроатизација), број Срба у тим крајевима је драстично опао.

## Знамените личности
- Стефан Штиљановић
- Ристо Милић
- Јелисавета Поповић
- Висарион Љубиша
- Стјепан Митров Љубиша
- Дионисије Миковић
- Митрофан Бан
- Лазар Томановић
- Андрија Змајевић
- Урош Тројановић
- Никодим Милаш
- Матија Бан
- Антоније Вучетић
- Антун Фабрис
- Петар Франасовић
- Валтазар Богишић
- Луко Зоре
- Никола Добречић
- Филип Добречић
- Мило Јововић
- Нико Луковић
- Митрополит црногорско-приморски Јоаникије I
- Лазо М. Костић
- Милутин Дедић
- Никола Маловић
- Горан Комар
- Небојша Рашо

## Извори и литература